# Agustín Rubio, Huitiupán
Agustín Rubio är en ort i Mexiko.   Den ligger i kommunen Huitiupán och delstaten Chiapas, i den sydöstra delen av landet, 700 km öster om huvudstaden Mexico City. Agustín Rubio ligger 440 meter över havet och antalet invånare är 351.
Terrängen runt Agustín Rubio är varierad. Agustín Rubio ligger nere i en dal. Runt Agustín Rubio är det ganska tätbefolkat, med 104 invånare per kvadratkilometer. Närmaste större samhälle är Simojovel de Allende, 14,4 km sydost om Agustín Rubio. Omgivningarna runt Agustín Rubio är en mosaik av jordbruksmark och naturlig växtlighet.